# Ginástica artística nos Jogos Pan-Americanos de 2011 - Solo feminino
A competição do solo feminino foi um dos eventos da ginástica artística nos Jogos Pan-Americanos de 2011. Foi disputada no Complexo Nissan de Ginástica no dia 28 de outubro.

## Calendário
Horário local (UTC-6).
| Data          | Horário | Fase  |
| ------------- | ------- | ----- |
| 28 de outubro | 14:10   | Final |

## Medalhistas
| Ouro   | MEX Ana Estefanía Lago |
| Prata  | CAN Mikaela Gerber     |
| Bronze | BRA Daniele Hypólito   |

## Resultados

### Qualificação
Um máximo de duas ginastas por país puderam se classificar a final, podendo haver substituição se requerido pela delegação.
| Pos.     | Ginasta            | País               | Total  | Obs. |
| -------- | ------------------ | ------------------ | ------ | ---- |
| 1        | Mikaela Gerber     | CAN Canadá         | 13.950 | Q    |
| 2        | Ana Estefanía Lago | MEX México         | 13.800 | Q    |
| 3        | Kristina Vaculik   | CAN Canadá         | 13.775 | Q    |
| 4        | Dovelis Torres     | CUB Cuba           | 13.500 | Q    |
| 5        | Daniele Hypólito   | BRA Brasil         | 13.375 | Q    |
| 6        | Ana Sofía Gómez    | GUA Guatemala      | 13.375 | Q    |
| 7        | Elsa García        | MEX México         | 13.300 | Q    |
| 8        | Jessie DeZiel      | USA Estados Unidos | 13.150 | Q    |
| Reservas |                    |                    |        |      |
| 9        | Catalina Escobar   | COL Colômbia       | 13.075 | R    |
| 10       | Yoselin Peña       | VEN Venezuela      | 13.050 | R    |
| 11       | Merlina Galera     | ARG Argentina      | 13.025 | R    |

### Final
| Pos.              | Ginasta                | Nota D | Nota E | Pen.  | Total  |
| ----------------- | ---------------------- | ------ | ------ | ----- | ------ |
| Medalha de ouro   | MEX Ana Estefanía Lago | 5.600  | 8.200  |       | 13.800 |
| Medalha de prata  | CAN Mikaela Gerber     | 5.600  | 8.175  |       | 13.775 |
| Medalha de bronze | BRA Daniele Hypólito   | 5.300  | 8.450  |       | 13.750 |
| 4                 | CAN Kristina Vaculik   | 5.200  | 8.300  |       | 13.500 |
| 5                 | MEX Elsa García        | 5.600  | 7.900  | 0.100 | 13.400 |
| 6                 | USA Jessie DeZiel      | 5.200  | 8.125  |       | 13.325 |
| 7                 | CUB Dovelis Torres     | 5.500  | 7.700  | 0.100 | 13.100 |
| 8                 | GUA Ana Sofía Gómez    | 4.400  | 6.900  |       | 11.300 |